# Cratere Msondo
Msondo è un cratere sulla superficie di 65803 I Dimorphos.